# تيد ميد

مؤتمر تيد ميد مؤتمر سنوي يركز على الصحة والطب، مع مجتمع على شبكة الإنترنت لمناقشة أغرب الحالات والقضايا الطبية. تيد ميد جزء من مؤتمرات تيد أي أنة حدث مستقل يعمل بموجب ترخيص مؤتمرات تيد غير الربحية.

## الخلفية
اعتبارا من عام 2014، بدأ موظفوا تيد ميد بالعمل من ستامفورد، كونيتيكت.
إختارت المجموعة أن تكون الحوارات إما عن «العلاقة بين الصحة، المعلومات والتكنولوجيا» أو «قصص شخصية مقنعة» أو «لمحة عن مستقبل الرعاية الصحية».
تم الإعلان على أن هدف المؤتمر هو «تجميع العباقرة» وأكثر الرواد إبداعا في تكنولوجيا الرعاية الصحية، وسائل الإعلام والترفية في حفل عشاء كبير لمدة أربعة أيام ليتعلم كل فرد من الأخر والاستفادة من هذا الجمع في تطوير الرعاية الصحية.

## التاريخ

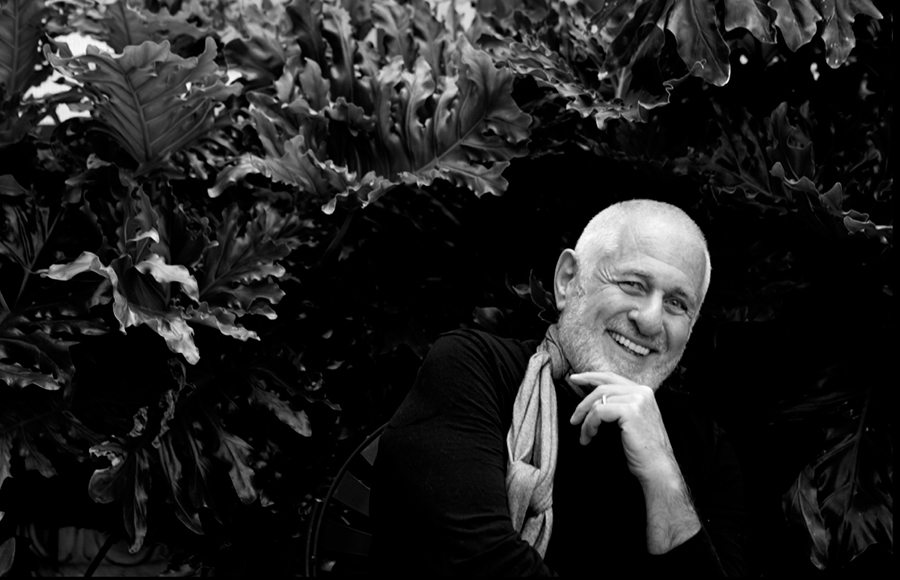
ريتشارد ساول وورمان، مؤسس مؤتمر تيد، وتيد ميد

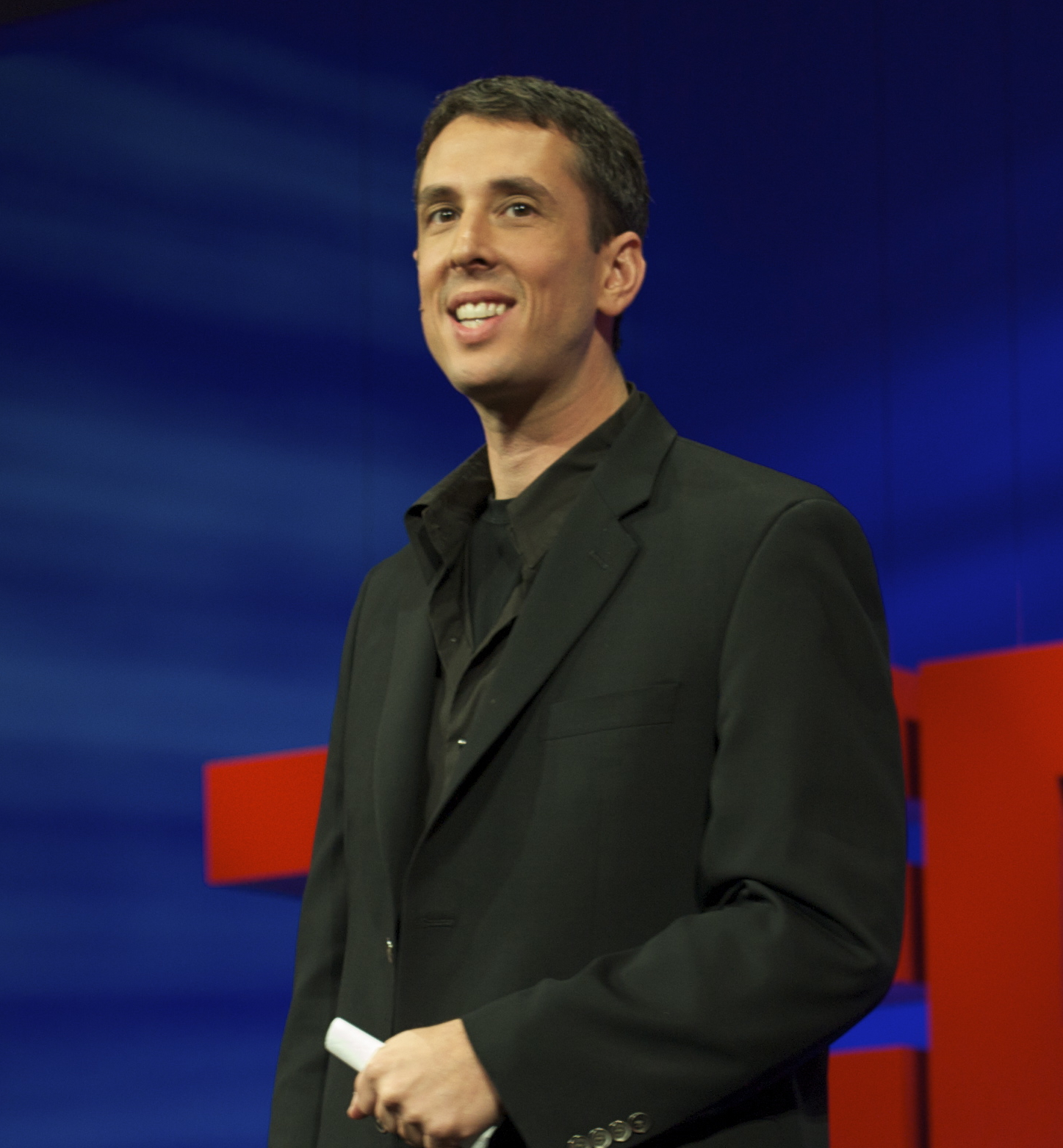
رجل الأعمال مارك هودش، الذي إشترى حقوق ملكية تيد ميد من ريتشارد ساول وورمان

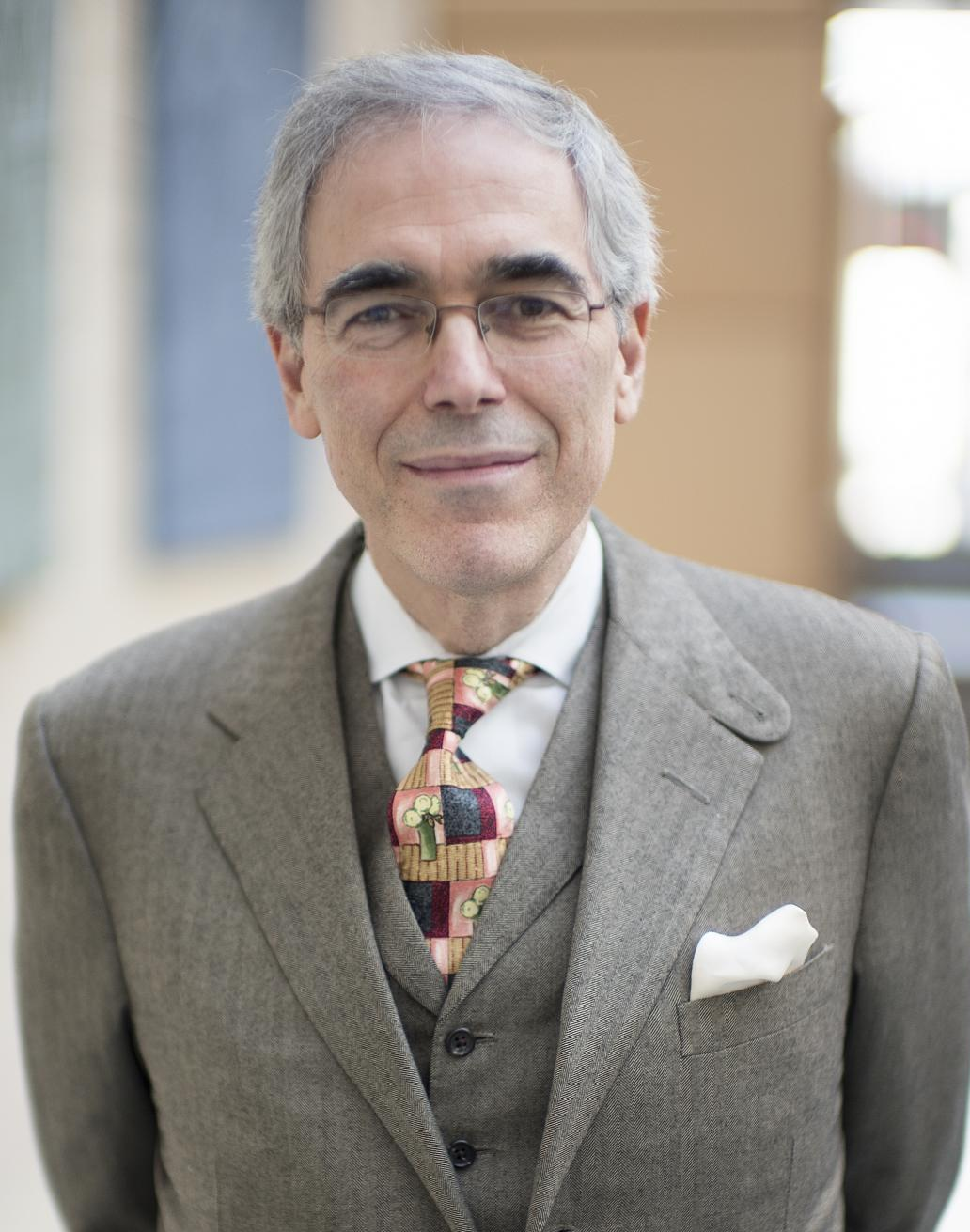
جاي سكوت ووكر، عام 2015

تم تأسيس تيد ميد في عام 1998 من مؤسس مؤتمر تيد أيضا ريتشارد ساول وورمان. لكنها لم تكن نشطة في سنواتها الأولى. في عام 2008، باع وورمان حقوق ملكية تيد ميد إلى رجل الأعمال مارك هودش. الذي أعاد هيكلة المنظمة مرة أخرى ليطلق أول مؤتمر لها تحت إشرافة في سان دييغو في أكتوبر 2009.
بحلول يناير 2010، بدأ موقع تيد دوت كوم بضم مقاطع فيديو لمحادثات المؤتمر الجديد.
في أكتوبر 2010، تم عقد مؤتمر تيد ميد مرة أخرى في سان دييغو. تم الإعلان في المؤتمر عن نية هودش في بيع حقوق الملكية للعام الثاني، الأمر الذي جذب انتباة رواد الرعاية الصحية ومشاهير هوليوود.
في 2011، اشترى جاي سكوت ووكر ومجموعة من المديرين التنفيذيين والمستثمرين حقوق ملكية المؤتمر من هودش مقابل 16 مليون دولار مع مدفوعات إضافية مستقبلية بلغت 9 ملايين دولار. بعد إتمام الصفقة، إنتقل مقر الفرع الرئيسي للمؤتمر إلى العاصمة واشنطن.
في نوفمبر 2016، تم عقد المؤتمر في بالم سبرينغز، كاليفورنيا.